# Pedro Memelsdorff
Pedro Memelsdorff   (Buenos Aires, 1959) és flautista, director d'orquestra, musicòleg argentí, especialitzat en música antiga i en interpretació històricament informada i polifonia medieval. És un destacat intèrpret de flauta dolça i els seus derivats. Entre 2013 i 2015, va ser director de la Schola Cantorum de Basilea.
Pedro Memelsdorff neix a Buenos Aires i, emigra a Europa el 1977, on va estudiar a la Schola Cantorum de Basilea i al "Conservatori Sweelinck" d'Amsterdam. Doctor en musicologia per la Universitat d'Utrecht. Col·labora amb Jordi Savall i el conjunt Hespèrion XXI (originalment Hespèrion XX) des del 1980. El 1987 va fundar el seu propi grup, anomenat Mala Punica, amb qui va realitzar una sèrie de gravacions. Va recórrer Europa, Amèrica del Nord i Amèrica Llatina. Va formar un duo amb el pianista i clavecinista Andreas Staier, amb el qual va actuar en gires de concerts i va gravar un disc.
Com a investigador i musicòleg, ha publicat en revistes: Acta musicologica [arxiu], Studi musicali, Plainsong i Música medieval [arxiu], Ricercare i altres publicacions especialitzades. Entre el 2013 i el 2015, va ser director de la Schola Cantorum Basilea. També és professor a l'Escola de Música de Catalunya a Barcelona, on dirigeix el Màster de Música Antiga i on entre d'altres alumnes ha tingut a Sara Parés.
Dirigeix els seminaris de música primerenca a la Fundació Giorgio Cini de Venècia. Ha estat professor a la "Civic School of Music" de Milà i a la Universitat de Zuric. El 2010 i el 2011, imparteix classes a la "Universitat Saarland" d'Alemanya 2 i el 2010 és convidat com a professor a la Universitat de Berkeley. Dirigeix els Seminaris de música antiga a la Fundació Giorgio Cini de Venècia